# Richard Stone (politiker)
Richard Stone, född 22 september 1928 i New York, död 28 juli 2019 i Rockville, Maryland, var en amerikansk demokratisk politiker och diplomat. Han representerade delstaten Florida i USA:s senat 1975–1980, och var senare USA:s ambassadör i Danmark 1991–1993.
Stone avlade 1949 grundexamen vid Harvard University och 1954 juristexamen vid Columbia University. Han inledde 1955 sin karriär som advokat i Miami.
Stone gick med i demokraterna och var ledamot av delstatens senat 1967–1970. Han var delstatens statssekreterare (Florida Secretary of State) 1970–1974. Han tillträdde som senator för Florida 1 januari 1975. Han förlorade i demokraternas primärval inför senatsvalet 1980 mot tidigare kongressledamoten Bill Gunter som sedan förlorade själva senatsvalet mot republikanen Paula Hawkins. Stone avgick som senator redan 31 december 1980. Hawkins tillträdde på nyårsdagen och fick liknande ett par dagars försprång i senioritet gentemot andra nya senatorer som Stone själv hade haft sex år tidigare.
Stone arbetade som Ronald Reagans specialsändebud i Centralamerika 1983–1984. George H.W. Bush utnämnde honom 1991 till ambassadör i Köpenhamn.